# Resolutie 2279 Veiligheidsraad Verenigde Naties
Resolutie 2279 van de Veiligheidsraad van de Verenigde Naties werd op 1 april 2016 unaniem door de VN-Veiligheidsraad aangenomen. De resolutie vroeg de partijen in Burundi af te zien van geweld en de politieke crisis in hun land middels door een bemiddelaar geleide onderhandelingen op te lossen. De secretaris-generaal werd gevraagd de mogelijkheden voor een politiemissie te bekijken.
De Burundese regering aanvaardde dat "een aantal" VN-agenten zouden komen om te helpen het land stabiliseren. Leonce Ngendakumana van de oppositiepartij FRODEBU had kritiek op de resolutie omdat er geen blauwhelmen zouden komen om een nieuwe burgeroorlog te vermijden.

## Achtergrond
Na een jarenlange burgeroorlog tussen de Hutu en de Tutsi in Burundi werd in 2005 een nieuwe grondwet aangenomen die de vertegenwoordiging van beide bevolkingsgroepen in het parlement garandeerde. Vervolgens werd de Hutu Pierre Nkurunziza tot president verkozen. Op 25 april 2015 nomineerde zijn partij hem voor een derde ambtstermijn. Volgens zijn tegenstanders was dat ongrondwettelijk, terwijl zijn medestanders vonden dat zijn eerste termijn niet meetelde omdat hij toen niet door het volk, maar door het parlement was verkozen.
Er volgden weken van gewelddadige protesten en aanslagen, waarbij verschillende doden vielen. Op 13 mei pleegde een generaal een staatsgreep, maar die mislukte. Zijn troepen raakten daarop slaags met troepen die de president trouw bleven. Na de presidentsverkiezingen op 21 juli werd Nkurunziza opnieuw tot president benoemd. Het etnisch geweld bleef aanhouden, en het land belandde in een politieke impasse.

## Inhoud
Het aanhoudende geweld en de politieke impasse begonnen ook op humanitair vlak hun tol te eisen. Meer dan een kwart miljoen mensen waren inmiddels naar buurlanden gevlucht. Men moest voorkomen dat de vrede die tien jaar eerder was gesloten weer verloren zou gaan en er opnieuw een etnisch conflict zou uitbreken. De overheid en alle partijen werden dan ook aangespoord geweld te verwerpen en alle oproepen tot geweld en haat te veroordelen. De overheid had reeds stappen ondernomen om de ban van bepaalde media in te trekken en een aantal politiek gevangenen vrij te laten.
De politieke crisis moest worden opgelost door middel van dialoog. De Oost-Afrikaanse Gemeenschap bemiddelde onder leiding van de Oegandese president Yoweri Museveni, en met de steun van de Afrikaanse Unie. De onderhandelingen gingen best door buiten Burundi; op een door de bemiddelaar te bepalen plaats. Ook de VN hadden een speciaal adviseur met een team om mee te werken aan een oplossing. De secretaris-generaal werd gevraagd in samenspraak met Burundi en de Afrikaanse Unie de mogelijkheden voor een VN-politiemissie in Burundi te bekijken, om toe te zien op de veiligheid, de mensenrechten en de ordehandhaving.
Lijst ·  2260 ·  2261 ·  2262 ·  2263 ·  2264 ·  2265 ·  2266 ·  2267 ·  2268 ·  2269 ·  2270 ·  2271 ·  2272 ·  2273 ·  2274 ·  2275 ·  2276 ·  2277 ·  2278 ·  2279 ·  2280 ·  2281 ·  2282 ·  2283 ·  2284 ·  2285 ·  2286 ·  2287 ·  2288 ·  2289 ·  2290 ·  2291 ·  2292 ·  2293 ·  2294 ·  2295 ·  2296 ·  2297 ·  2298 ·  2299 ·  2300 ·  2301 ·  2302 ·  2303 ·  2304 ·  2305 ·  2306 ·  2307 ·  2308 ·  2309 ·  2310 ·  2311 ·  2312 ·  2313 ·  2314 ·  2315 ·  2316 ·  2317 ·  2318 ·  2319 ·  2320 ·  2321 ·  2322 ·  2323 ·  2324 ·  2325 ·  2326 ·  2327 ·  2328 ·  2329 ·  2330 ·  2331 ·  2332 ·  2333 ·  2334 ·  2335 ·  2336